# Thebe Magugu

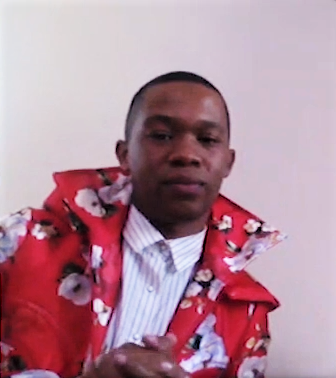
Thebe Magugu, 2019

Thebe Magugu (* 1. September 1993 in Kimberley) ist ein südafrikanischer Modedesigner.

## Frühes Leben und Ausbildung
Thebe Magugu wurde 1993 in Kimberley geboren. 2013 zog er nach Johannesburg, wo er drei Jahre lang Modedesign, Modefotografie und Modemedien an der Leaders in the Science of Fashion (LISOF) zu studierte. 2016 machte er dort seinen akademischen Abschluss. Anschließend sammelte er zwei Jahre lang Berufserfahrung durch seine Arbeit bei verschiedenen Designern, Modeinstitutionen und Geschäften. 2016 gründete Thebe Magugu sein gleichnamiges Modelabel. Gleichzeitig arbeitete er an Lookbooks und Skizzen für andere Marken. Im Jahr 2020 inszenierte er seine Debütpräsentation auf der Paris Fashion Week. Eine seiner Kreationen befindet sich in der ständigen Sammlung des Fashion Institute of Technology in New York.

## Veröffentlichungen
In der Highschool gründete Thebe ein Magazin mit dem Namen Little Black Book, für das er globale Mode-Nachrichten sammelte und für die Menschen seiner Heimatstadt Kimberley zusammenstellte. Im Jahr 2019 startete Thebe die Zine Faculty Press, eine Nachfolgeorgan von Little Black Book. Mit den Redakteuren Lelo Meslani und Amy Zama sowie den Art Directoren Abi und Claire Meekel entstand  ein Jahrbuch, das die Bandbreite junger südafrikanischer Talente vorstellt, indem es u. a. die Musiker Fela Gucci und Desire Marea von Faka, die Aktivistin Lady Skolliet und den Fotografen Travys Owen vorgestellt hat. Das Jahrbuch ist ein Who-is-Who der südafrikanischen Jugendkultur, das sich auch mit Themen wie Geschlechtsidentität, Feminismus und LGBTQ auseinandersetzt.

## Auszeichnungen
2019 gewann Thebe Magugu den International Fashion Showcase auf der London Fashion Week. Im selben Jahr erhielt er als erster afrikanischer Designer den LVMH-Preis. Verbunden mit dem Preis war unter anderem ein einjähriges Mentorenprogramm, um seine Marke weiter auszubauen.

## Kollaborationen
2017 erstellte Thebe Magugu eine Kapselkollektion (=limitierte Kollektion) mit der Woolworths Holdings Lim. für eine Style-Kampagne. Anfang 2020 entwarf er zusammen mit Adidas einen Drei-Streifen-Blazer für den Springbok-Rugby-Kapitän Siya Kolisi.Im Dezember 2020 entwarf Thebe Magugu in Zusammenarbeit mit der Brauerei Castle Lite eine Modekollektion namens Castle Lite Drop in limitierter Auflage.

## Thebe Magugu Brand
Thebe Magugu ist eine südafrikanische Modemarke, die Ready-to-wear-Mode produziert. Das Unternehmen hat seinen Standort in Johannesburg, Südafrika. Die Designs sind von der Kulturgeschichte Afrikas inspiriert. Jede Stufe der Lieferkette, vom Entwurf bis zur Produktion, findet auf dem afrikanischen Kontinent statt.
In seinen Kollektionen befasst sich Thebe mit unterschiedlichsten Themen wie der Apartheid, seiner Heimatstadt, Spiritualität oder starken Frauen in der Geschichte Südafrikas. Thebe Magugu möchte erreichen, dass Menschen durch seine Kollektionen lernen „wie in einer Universität“. Jede seiner Kollektionen ist ergänzt mit Beschreibungen und Erklärungen des grundlegenden Konzepts. Seine Kollektionen benennt Thebe nach Fächern, die an Universitäten unterrichtet werden.